# Bahnhof Salzwedel

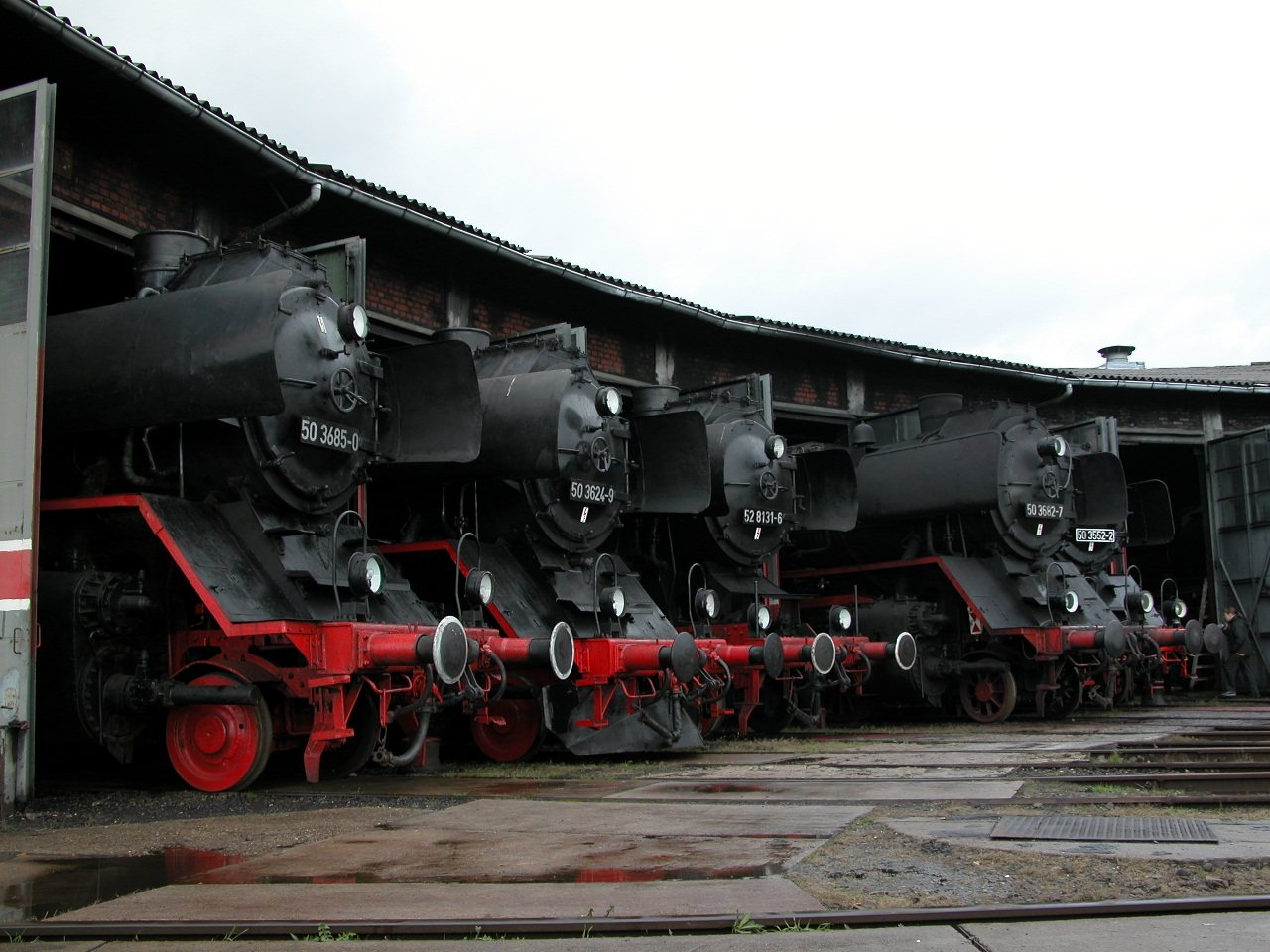
Das ehemalige Bahnbetriebswerk wurde umgebaut und gehört heute einem Bauunternehmen.

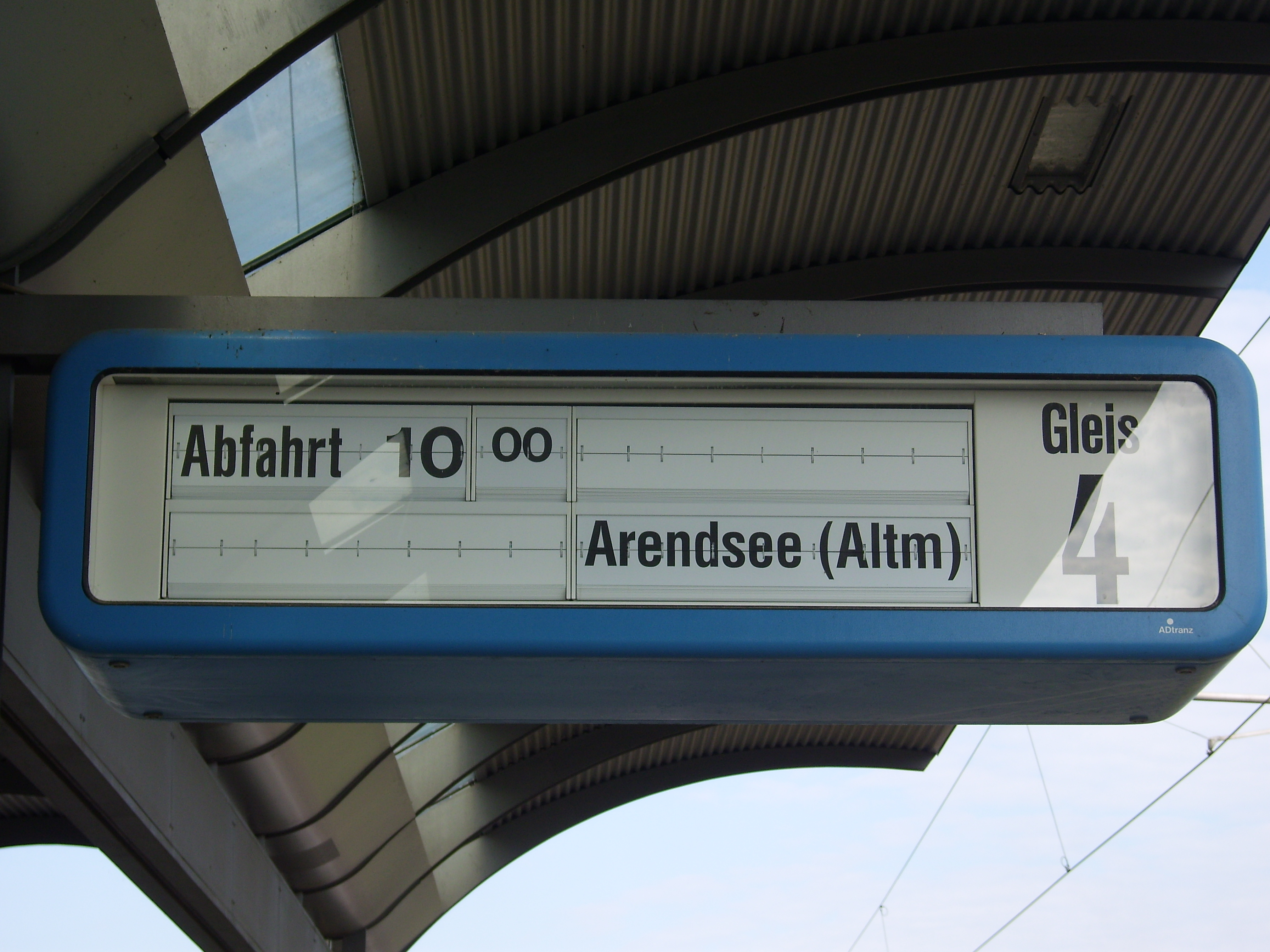
Fallblattanzeiger Gleis 4; Sonderzug vom 7. Juni 2008 nach Arendsee (Altmark)

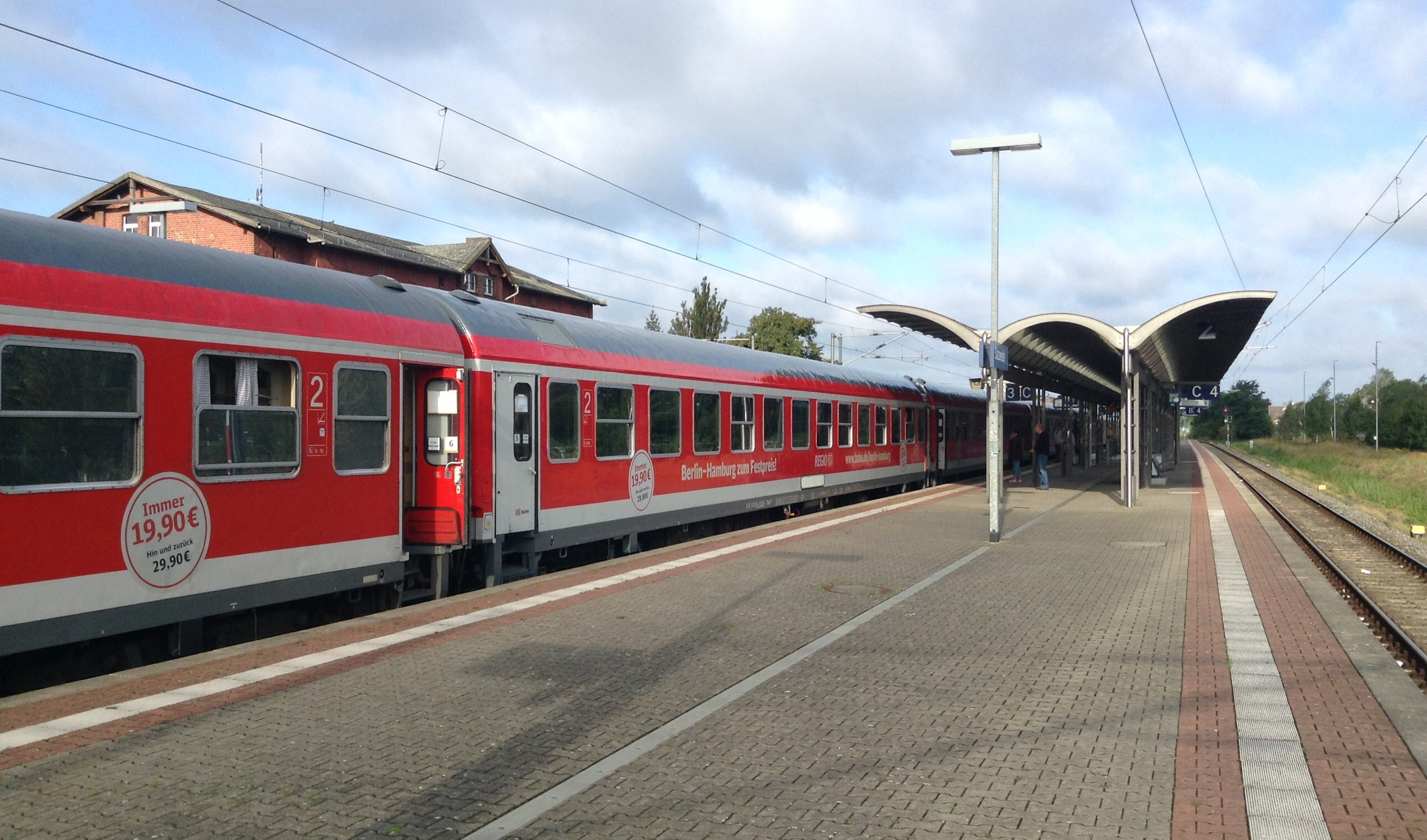
IRE Berlin–Hamburg am Bahnhof Salzwedel, August 2014.

Der Bahnhof Salzwedel ist der Bahnhof der Kreisstadt Salzwedel in der Altmark. Er liegt an der Bahnstrecke Stendal–Uelzen. 

## Geschichte
Der Bahnhof Salzwedel wurde 1870 im Zuge des Baus der Bahnstrecke Stendal–Uelzen (Teil der „Amerikalinie“ von Berlin nach Bremen/Bremerhaven) durch die Magdeburg-Halberstädter Eisenbahngesellschaft errichtet. Vom Bahnhof Salzwedel bzw. dem unmittelbar östlich gelegenen Bahnhof Salzwedel Neustadt führten früher in sieben Richtungen Eisenbahnstrecken, wie die  Übersicht zeigt. Zur Bedienung dieser Strecken wurde direkt neben dem Bahnhof ein Bahnbetriebswerk errichtet. Im Zweiten Weltkrieg zerstörte am 22. Februar 1945 ein US-Luftangriff den Bahnhofsbereich und forderte etwa 300 Tote. Von den sieben Strecken blieb bis heute nur die Bahnstrecke Stendal–Uelzen erhalten, die in der Zeit der deutschen Teilung unterbrochen war und seit dem 19. Dezember 1999 wieder durchgehend befahrbar ist. Sie wurde nach der Wiedervereinigung elektrifiziert und umfangreich modernisiert, um den ICE-Zügen von Berlin nach Hamburg als Ausweichstrecke dienen zu können.
Bei den Nebenstrecken war es zuletzt die Bahnstrecke Salzwedel–Geestgottberg, auf der zum Fahrplanwechsel im Dezember 2004 der Personenverkehr eingestellt wurde. Sie hatte zuvor noch eine Aufwertung erfahren: Die jahrzehntealten „Ferkeltaxen“ waren ab 2003 durch moderne „Desiro“-Niederflurtriebwagen von Siemens abgelöst worden. Aber weder der neue Triebwagen noch eine eigens gegründete Bürgerinitiative konnten die Strecke retten.
| Strecke               | Eröffnung | Einstellung Personenverkehr                                                |
| --------------------- | --------- | -------------------------------------------------------------------------- |
| Salzwedel–Stendal     | 1870      |                                                                            |
| Salzwedel–Uelzen      | 1873      | 1951 auf dem zur DDR gehörenden Abschnitt stillgelegt, 1999 wiedereröffnet |
| Salzwedel–Oebisfelde  | 1889      | 2002                                                                       |
| Salzwedel–Dannenberg  | 1891      | 1945                                                                       |
| Salzwedel–Diesdorf    | 1901      | 1995                                                                       |
| Salzwedel–Badel       | 1902      | 1980                                                                       |
| Salzwedel–Wittenberge | 1922      | 2004                                                                       |

## Der heutige Bahnhof
Das Gebiet um den Bahnhof wurde Ende der 1990er Jahre komplett neu gestaltet. Die Deutsche Bahn AG sanierte das Empfangsgebäude und errichtete zwei neue Inselbahnsteige, die durch eine neue Unterführung zu erreichen sind, deren Eingang ein Anbau des Bahnhofsgebäudes wich. Die Stadt Salzwedel vervollständigte das Areal mit einem neuen Busbahnhof am Bahnhofsvorplatz und einem großen Park&Ride-Platz.
Das Empfangsgebäude wurde 2015 versteigert und befindet sich in Privateigentum. Anfang 2019 waren die Sanierungsarbeiten, die mit 845.000 Euro aus dem Programm REVITA zur Wiederbelebung von Bahnhofsgebäuden gefördert wurden, abgeschlossen. Die Reisenden können seitdem wieder die Wartehalle und einen personenbedienten Fahrkartenverkauf nutzen.

## Verkehrsanbindung
Das Zugangebot im Nahverkehr wurde vor einigen Jahren auf moderne Elektrotriebwagen der Baureihe 425 umgestellt. Seit dem Fahrplanwechsel im Dezember 2006 verkehren auf der Linie RE 20 wieder Doppelstockwagen und eine E-Lok der BR146.0.
Von 2014 bis 2020 hielt auch der Interregio-Express Hamburg–Berlin in Salzwedel. Im Herbst 2021 hielt auch der Flixtrain 35 bis zu zweimal täglich. Zudem hielten von August bis Dezember 2024, sowie ab August 2025 wieder, aufgrund der Sperrung der Bahnstrecke Berlin–Hamburg umgeleitete Intercity-Express-Züge in Salzwedel. Zum Fahrplanwechsel wurde wie, ursprünglich geplant, der Intercity der Linie 57 über Salzwedel geleitet. Die beiden IC 2230 und IC 2233 verkehren mit IC2-Garnitur.
| Linie                    | Linienverlauf                                                                              | Takt (min)    | EVU             |
| ------------------------ | ------------------------------------------------------------------------------------------ | ------------- | --------------- |
| RE 20                    | Schönebeck-Bad Salzelmen – Magdeburg – Stendal – Hohenwulsch – Salzwedel – Wieren – Uelzen | 060           | DB Regio Südost |
| IC 57                    | Magdeburg – Stendal – Salzwedel – Uelzen – Lüneburg – Hamburg                              | einzelne Züge | DB Fernverkehr  |
| Stand: 15. Dezember 2024 |                                                                                            |               |                 |

Der Busbahnhof am Bahnhof wird unter anderem von dem PlusBus und TaktBus des Bahn-Bus-Landesnetz Sachsen-Anhalt auf folgenden Verbindungen bedient:
- Linie 100: Salzwedel ↔ Klötze ↔ Gardelegen ↔ Haldensleben ↔ Magdeburg
- Linie 200: Salzwedel ↔ Arendsee ↔ Seehausen (↔ Wittenberge)
- Linie 300: Salzwedel ↔ Beetzendorf ↔ Klötze ↔ Wolfsburg